# Nootropikum
Nootropika (označovaná též jako „chytré drogy“) jsou drogy, léčiva, potravní doplňky nebo funkční potraviny zlepšující schopnosti lidského myšlení (funkci a kapacitu mozku). Slovo nootropic bylo poprvé použito v roce 1964 Rumunem Corneliem E. Giurgeou, vychází ze starořeckých slov noos (česky vnímání) a tropein znamenající otočení, ohnutí.

## Vlastnosti
Hlavními vlastnostmi definujícími nootropní látku dle C. E. Giurgey jsou: 
- rozšíření, alespoň pod určitými podmínkami, přírůstků z procesů učení, i rezistance naučených chování proti faktorům, které je mohou poškodit;
- usnadnění toku informací mezi oběma mozkovými hemisférami;
- částečné rozšíření obecné ochrany mozku proti fyzickým či chemickým poškozením;
- zvýšení účinnosti posílení korových a podkorových kontrolních mechanismů;
- absence obvyklých negativních efektů psychotropních látek.[1]